# Bivolje
Bivolje (cyr. Бивоље) – wieś w Serbii, w okręgu rasińskim, w mieście Kruševac. W 2011 roku liczyła 275 mieszkańców.